# 溫蒂·達林
溫蒂·茉伊拉·安琪拉·達林（英語：Wendy Moira Angela Darling）是J·M·巴里創作《彼得潘》中的虛構角色及主角，也出現在大多數的衍生作品中。在原劇作及小說中都沒有提到她的年齡，不過有提到她「大約和彼得潘一樣大」，因此大約也是12歲到13歲。
一開始遇到彼得潘時，溫蒂就很崇拜他。溫蒂和彼得潘一様，也剛進入青春期，彼得潘是拒絕長大的男孩，但溫蒂和他不一様，她一開始猶豫要不要去夢幻島，後來她和彼得潘一起去夢幻島探險，而且享受這段旅程。最後她還是決定回到正常世界，而且接受要長大的事實。

## 背景
不論是在小說《彼得潘》以及其衍生的影片中，都是將溫蒂·達林描繪成爱德华时代的女學生。小說中提到她和她的弟弟一起上小學（kindergarten school）。她和彼得潘在許多故事中都是剛進入青少年時期的少女及少年。溫蒂·達林的家庭是一個伦敦的中產階級，父親喬治·達林是性情暴躁的銀行人員，母親瑪莉·達林則是溫柔可親的婦女。溫蒂和她二個弟弟共用房間。在迪士尼的版本中，溫蒂的父親因為溫蒂對她的弟弟「說了許多可笑的故事」，決定讓她自己有一個房間，不讓她和她的弟弟們共用房間，在影片最後，溫蒂的父母參加派對回到家之後，又改變心意，讓溫蒂和弟弟們共用房間。

### 角色
溫蒂是《彼得潘》系列中描述相當多的角色，而且常認為是《彼得潘》的中心角色。溫蒂以她的童年自豪，樂於說故事及幻想。她不喜歡成年，某一程度和她父親的影響有關，溫蒂愛她的父親，但有時會因為他突然發怒而懼怕。溫蒂在故事一開始時的期望也是不要長大，因此她接受彼得潘的邀請，帶弟弟們和彼得潘一起到夢幻島，在那裡可以不會變老。
溫蒂一開始不要長大，不過溫蒂在夢幻島的經歷反而更接近成年人。彼得潘和夢幻島的遺失男孩希望溫蒂當他們的「媽媽」（他們對這個角色只有隱隱約約的印象），她暫時的接受了這個請求，幫他們作許多家中的工作。溫蒂和彼得潘之間也有一些天真的調情，讓彼得潘的仙子朋友叮叮非常的嫉妒。在迪士尼的版本中，彼得潘救了虎蓮公主，虎蓮公主為了表達感謝，為彼得潘跳舞而且親吻了他，這也讓溫蒂吃醋。在巴里的書《Peter and Wendy》中，溫蒂問彼得潘是否會向她的父母問「一件很甜蜜的事」，意思是她希望彼得潘問她的父母，以後是否可以和溫蒂結婚。
溫蒂最後發現成年還是有其美好的地方，因此決定離開夢幻島，回到倫敦，繼續長大。
巴里的短劇《When Wendy Grew Up - An Afterthought》在1908年首次上映，故事也加入了1911年出版的小說中。後來短劇在1957年出版，有些內容也加入了戲劇中。在短劇中，溫蒂長大而且結婚了，不過沒有提到丈夫是誰，有一個女兒珍（Jane）。彼得潘後來回來找溫蒂，但在夢幻島中人不會長大，也沒有時間的概念，因此彼得潘不懂為何溫蒂已不再是個小女孩。也不知道她已經結婚。彼得潘邀請珍去夢幻島，溫蒂相信她的女兒，因此讓彼得潘帶著珍去夢幻島，相信她最後也會和溫蒂一樣，選擇回到倫敦。旁白提到珍後來也生了女兒，名叫瑪格麗特，有一天也會和彼得潘一起去夢幻島，「只要孩童一直年輕無邪，就會這様一直繼續下去。」

### 外貌
巴里沒有特別描述溫蒂的外貌，不過在戲劇中多半會是金髮或是棕髮的漂亮女孩。在戲劇中會將虎蓮公主或是叮叮描繪成有異國風情，或是有魔法的人物，相對而言，溫蒂的形象是一個傳統的年輕媽媽，後來也吸引了彼得潘的注意。迪士尼一般將溫蒂描述成淺棕色的頭髮、穿藍色的睡衣，頭髮上有藍色的絲帶。

### 和他人的關係
在原著小說中以及迪士尼1953年的電影中，溫蒂和媽媽瑪莉·達林的關係很輕鬆自然，而她和爸爸喬治·達林的關係就比較緊張，因為她爸爸不喜歡溫蒂和弟弟們說故事，認為那樣很孩子氣，因此威脅溫蒂，要給她自己一個人一個房間。不過爸爸仍然愛溫蒂，溫蒂也仍然愛著爸爸，而當溫蒂從夢幻島回來後，比較可以瞭解她爸爸。
溫蒂有二個弟弟約翰·達林和麥可·達林，溫蒂常說故事給二個弟弟聽，他們關係很好。溫蒂很關心她的二個弟弟，對他們常常非常的保護。在1953年版的卡通中，溫蒂讓約翰和麥可知道他們需要他們真正的媽媽，因此說服他們結束在夢幻島的冒險，回到家中。
溫蒂相信有彼得潘的存在，每個晚上都和弟弟們說彼得潘的故事。當溫蒂遇到彼得潘之後，她也開始關心彼得潘。他們中間有些微妙的浪漫情愫，但沒有明白的說出來。在2003年版的《小飛俠彼得潘》電影中，溫蒂和彼得潘二人互有好感，溫蒂為了要救彼得潘脫離虎克船長的追殺，溫蒂給了彼得潘一個隱藏的吻。在2002年的電影《夢不落帝國》中，二人也有個特別的時刻，是彼得潘和長大後的溫蒂在溫蒂離開夢幻島多年後第一次見面，也是他們最後一次說再見。在《鐵鈎船長》中，年老的溫蒂暗示她仍然對彼得潘有感覺（電影中的彼得潘已離開夢幻島，已經長大，和溫蒂的外孫女Moira結婚）。

### 名字
溫蒂·達林的名字是Wendy，但是在J·M·巴里創作《彼得潘》之前，Wendy這個名字在英语世界並不常見，在《彼得潘》問世之後，這個名字才開始受到歡迎，因此有些人認為是J·M·巴里「發明」了這個名字。Wendy這個名字以往多半是作為威尔士语名字Gwendolyn的暱稱，不過巴里用這個名字是出自一個五歲小女孩瑪格麗特·亨利的用語，瑪格麗特·亨利是他在1890年代認識的，是他朋友威廉·歐內斯特·亨利的女兒。她稱巴里為「friendy-wendy」，而她唸成「fwendy-wendy」。瑪格麗特在五歲時過世，和她的家人一同葬在科瓦恩·哈特利。
在英國、南非、紐西蘭及澳洲，兒童的遊戲屋常稱為Wendy house。

## 流行文化的形象

### 電影

迪士尼1953年的《小飛俠》中的溫蒂

#### 真人演出
- 《彼得潘》（1924年的無聲電影）–由玛丽·布莱恩飾演，她當時18歲，不過在公開資料中聲稱她只有16歲。
- 《鐵鈎船長》（1991年的電影）–由瑪姬·史密芙飾演年老的溫蒂，她一生因為幫孤兒建立孤兒院而受到尊崇，她也是J.M 巴里的鄰居，J.M 巴里因為喜歡溫蒂向她的弟弟所說的故事，因此將情節寫到巴里的書中。溫蒂的外孫女Moira是彼得·本恩（Peter Banning，由羅賓·威廉斯飾演）的太太，彼得·本恩就是長大後的彼得潘，而他已經忘記在夢幻島時的生活。在回顧彼得潘童年時，有出現年輕的溫蒂，是由格温妮丝·帕特罗飾演。（劇中彼得和Moira的女兒、溫蒂的曾外孫女是Maggie，這也是Margaret的昵称，而在J.M 巴里的書中，Margaret是溫蒂的外孫女）。電影中有暗示溫蒂曾經對彼得潘有感覺，現在仍對長大的彼得有些不同的感覺。
- 《小飛俠彼得潘》（2003年的電影）–由瑞秋·哈伍德飾演。電影和巴里的原著類似，溫蒂很快就陷入母性的角色中，但又和她因彼得潘而有的浪漫情感衝突，而彼得潘對浪漫情感的反應是不理解及生氣。在此部電影中，溫蒂參與的冒險比其他的小說或電影版本還多，溫蒂也和海盜之間有發生衝突，甚至包括擊剑。電影中也有巴里在小說中的暗示，就是溫蒂對於更成熟且更有魅力的虎克船長也有了初戀的浪漫情懷，證實她已經長大了。

#### 動畫
- 《小飛俠》（1953年動畫）–由Kathryn Beaumont（英语：Kathryn Beaumont）配音。迪士尼的溫蒂一開始就是母親的角色，她所想的就是如何當媽媽以及如何照顧其他人。她的表現有點跋扈，但都是好意。。就像小說原著一様，溫蒂關心彼得以及她弟弟們的幸福。溫蒂也是迪士尼樂園的可遇見角色（英语：meetable character）。
- 《夢不落帝國》（2002年動畫），由Kath Soucie（英语：Kath Soucie）為長大後的溫蒂配音，她和名叫愛德華的男子結婚，從小就對小孩說彼得潘的故事。她的角色在此動畫中不突出，但在動畫最後，她簡短和快樂地和彼得潘重逢，這是分散多年之後的第一個重逢。
- 《奇妙仙子（英语：Tinker_Bell (film)）》（2008年3D動畫）–由America Young（英语：America Young）配音。在奇妙仙子中，叮叮誕生時溫蒂還是小嬰兒。叮叮在劇中修好了一個長久被遺忘的芭蕾舞音乐盒，而音乐盒是要給溫蒂的。此電影中溫蒂比在1953年動畫《小飛俠》中的年齡要小很多，可推測是叮叮遇到彼得潘前的故事。

### 電視

#### 真人演出
- 在《彼得潘（英语：Peter Pan (1954 musical)）》的頭兩年轉播（1955年及1956年）中，是由凱瑟琳·諾蘭（英语：Kathleen Nolan）飾演溫蒂。在1960年的轉播中，是由Maureen Bailey飾演，這也是她唯一一個主要的電視節目角色，在2014年的轉播《Peter Pan Live!（英语：Peter Pan Live!）》中，是由 Taylor Louderman飾演。
- 在1976年的《彼得潘（英语：Peter Pan (1976 musical)）》中，是由米亚·法罗飾演彼得潘，由Briony McRoberts（英语：Briony McRoberts）飾演溫蒂。
- 溫蒂是《童话镇》第二季和第三季的固定角色，背景是在19世紀的倫敦，由弗雷娅·廷格利（英语：Freya Tingley）飾演。
- 在独立电视网2015年的影集《彼得與溫蒂（英语：Peter and Wendy (film)）》中，由Hazel Doupe飾演溫蒂[5]。

#### 動畫
- 在福斯系列的《彼得潘及海盜（英语：Peter Pan & the Pirates）》中，溫蒂是黑色短髮，上面戴著花冠，由Christina Lange配音，說話沒有英國口音。
- 迪士尼版的溫蒂也是《米奇歡樂屋（英语：Disney's House of Mouse）》的客人之一。
- 迪士尼版的溫蒂也出現在《傑克與夢幻島海盜》特別篇中，由瑪雅·米雪兒配音。

### 文學
- 在Hyperion Books（英语：Hyperion Books）出版的《彼得與摘星人（英语：Peter and the Starcatchers）》系列小說中，溫蒂·達林是莫莉·阿斯特（Molly Aster）的女兒，而彼得潘第一次到夢幻島時就認識了莫莉·阿斯特。

### 日本動漫
- 在日本动画《世界名作劇場》系列中的《彼得潘的冒險》裡，溫蒂是比較像野姑娘的角色，是《彼得潘的冒險》第二部中的關鍵角色，第二部是原創的故事，其中彼得潘、遺失男孩以及溫蒂的弟弟必須從一個邪惡女巫中Sinistra手下救出她的孩女，小女巫Luna，而最後救了Luna的人是溫蒂。溫蒂也直接對抗虎克船長，一開始對他大叫，後來更假裝是虎克船長的母親，利用他對母親的恐懼來操弄他。

### 音樂
- 《The Wendy Trilogy》是S. J. Tucker（英语：S. J. Tucker）專輯《Sirens（英语：Sirens (S. J. Tucker album)）》中的三首歌，是用女性主義的觀點改寫了彼得潘的故事，歌曲中溫蒂接受了虎克船長（英语：Captain Hook）的邀請，也成為海盜（原著中溫蒂拒絕了虎克船長的邀請）。

### 電腦遊戲
- 在《王國之心系列》中有出現迪士尼版的溫蒂。在遊戲中，虎克船長認為溫蒂是王國之心中的公主，後來發現不是時，虎克船長就生氣了。

### 漫畫以及視覺文學
- 在阿兰·摩尔和Melinda Gebbie（英语：Melinda Gebbie）所著，2006年出版的成人視覺文學《Lost Girls（英语：Lost Girls）》中，溫蒂是一個中年婦人（遇到《绿野仙踪》裡的桃樂斯（英语：Dorothy_Gale）及《爱丽丝梦游仙境》裡的爱丽丝（英语：Alice (Alice's Adventures in Wonderland)）），她和其他人述說她和當地一個無家可歸小男孩的性行為（表示「真正的」彼得潘）。擁有《彼得潘》版權的大奧蒙德街醫院（英语：Great Ormond Street Hospital）反對這一本書，當其版權還有效時，向歐盟申請禁止出版這本書（自2007年起）。
- 2005–2006年的漫畫系列《The Oz/Wonderland Chronicles》中，溫蒂和《爱丽丝梦游仙境》裡的爱丽丝、《绿野仙踪》裡的桃樂斯以及《納尼亞傳奇》中的蘇珊·皮芬（英语：Susan Pevensie）共用公寓。

### 非虛構作品
- 美國心理學家Dan Kiley在1984年出版的《The Wendy Dilemma則是有關喜歡「彼得潘症候群」男性的女性，書中提到如何改善他們的關係[6]，前一本書是《The Peter Pan Syndrome: Men Who Have Never Grown Up》，其中有提出了「彼得潘症候群」[7]，他用這個詞描述還不成熟的成人（多半是男性）[8]。